# 濱里祐介
濱里 祐介（はまざと ゆうすけ、1984年8月17日 - ）は、日本の元ラグビー選手。現在ジャパンラグビーリーグワン宗像サニックスブルースのフォワード・ラインアウトコーチを務めている。

## プロフィール
- 沖縄県出身[1]。
- ポジションはフランカー(FL)、ナンバーエイト(No8)。
- 身長 180 cm、体重 92 kg
- ニックネームはハマジ。

## 来歴
16歳からラグビーを始めた。
2003年、名護高校卒業後、大阪体育大学に入る。
2007年、大阪体育大学卒業後、近鉄ライナーズに加入。
2009年、福岡サニックスブルース（現・宗像サニックスブルース）に加入。
2014年、福岡サニックスブルースの副将に就任した。
2020年、現役を引退した。